# Толпыго, Кирилл Борисович
Кирилл Борисович Толпыго (3 мая 1916, Киев, Российская империя — 13 мая 1994, Донецк, Украина) — советский физик.

## Биография
Отец —  Борис Николаевич Толпыго (1889—1958), мать — Татьяна Борисовна Букреева (1889—1992). Отец — юрист, участник Первой мировой войны и кавалер Ордена Св. Станислава 2-й степени, был репрессирован в 1923 году по обвинению в контрреволюционной деятельности и участии в  Киевском областном Центре действия. 
К. Б. Толпыго вырос в семье деда, профессора Киевского университета, математика, Букреева Бориса Яковлевича, заслуженного деятеля науки Украины. За заслуги в области науки и образования Б. Я. Букреев был награждён орденами Ленина и Трудового Красного Знамени.
К. Б. Толпыго — доктор физико-математических наук по специальности теоретическая и математическая физика. Окончил Киевский государственный университет в 1939 году. В ноябре 1939 года призван в армию. Участник Великой Отечественной войны, артиллерист, был тяжело ранен в боях под Ельней в 1941 г. В начале 1945 года был отозван в Институт физики в Киев. В 1949 году защитил диссертацию на соискание ученой степени кандидата физико-математических наук, а в 1962 году защитил диссертацию на соискание ученой степени доктора физико-математических наук. В 1963 году утвержден в ученом звании профессора. В 1965 году был избран членом-корреспондентом Академии наук Украины по специальности «теоретическая физика».
С 1948 по 1960 работал в Институте физики АН УССР, г. Киев. В 1950 году был утвержден в научном звании старшего научного сотрудника. С момента образования Института полупроводников Академии Наук Украины в 1960 году и по 1966 год, работал также старшим научным сотрудником отдела теории полупроводниковых приборов. С 1945 по 1966 год преподавал в Киевском государственном университете, с 1960 года по 1966 год был заведующим кафедры теоретической физики Киевского государственного университета. Кирилл Борисович был выдающимся лектором. Читавшийся им в 1963-65 г.г. курс теоретической механики был совершенно необычен, как по охвату материала (кроме классической механики — гидродинамика и механика сплошных сред), так и по развитым методическим подходам, имевшим непосредственные выходы в последующие курсы статистической физики, классической электродинамики и квантовой механики. Также уникален был и читавшийся им в те же годы курс математических методов физики, куда он кроме традиционного содержания сумел включить полную теорию гипергеометрической функции и огромный фактический материал по её частным случаям. Лекции Кирилла Борисовича собирали огромную аудиторию и отличались необыкновенной яркостью и необычностью изложения.
В 1966 году К. Б. Толпыго переехал в город Донецк. С 1966 года по 1988 год работал заведующим отделом теоретической физики в Донецком физико-техническом институте Академии наук Украины. А с 1988 года и до смерти занимал должность главного научного сотрудника Донецкого физико-технического института НАН Украины. В 1966 году К. Б. Толпыго организовал кафедру теоретической физики в Донецком государственном университете и в первые годы был её заведующим. В 1967 году он организовал также кафедру биофизике на физическом факультете Донецкого университета.
К. Б. Толпыго широко известен своими исследованиями по теории твердого тела. Уже его первые работы 1949—1956 годов открыли собой новый этап в развитии квантовой теории динамики кристаллических решеток: в них впервые было последовательно рассмотрено адиабатическое приближение и предложена теория позволившая учитывать деформацию электронных оболочек ионов и её запаздывание при колебаниях ядер. В современной теории динамики решетки эти работы известны как модель Толпыго или оболочечная модель (shell model). Одновременно, впервые были рассмотрены оптические колебания с учётом запаздывания, и получены смешанные состояния фотонов и фононов, значительно позже исследованных экспериментально, и получивших название поляритонов. В дальнейшем Толпыго обобщил теорию деформируемых атомов на гомеополярные и молекулярные кристаллы и ввел дальнодействующие кулоновские силы в их динамику. На этой основе была развита микроскопическая теория локальных состояний электронов малого радиуса. Эта теория позволила рассматривать взаимодействие электронов с фононами всех ветвей и любых длин волн и была успешно применена к теории поляритонов, F-центров и экситонов в щелочно-галоидных кристаллах.
Далее следует отметить многочисленные работы К. Б. Толпыго по кинетическим явлениям и феноменологической теории полупроводников: теории термоэмиссии фотоэдс, p-n переходов, поверхностных явлений и др.
Интересны работы К. Б. Толпыго по развитию многоэлектронной теории валентных кристаллов: разработку эффективного метода учёта многоэлектронной корреляции в зонной теории, обоснование квазимолекулярной модели валентных кристаллов и новую интерпретацию их спектров оптического поглощения на основе представления о метастабильных экситонах Френкеля.
Им была предложена теория образования дефектов при поглощении света из глубины собственной полосы. Разработана микроскопическая теория поглощения световой волны при падении её на полубесконечный кристалл, и построена микроскопическая теория черенковского излучения как результата генерации светоэкситонов полем быстрого электрона (см. обзор).
В дополнение к теории твердого тела, научные интересы К. Б. Толпыго лежали в области биофизики. В 1978 году им была предложена оригинальная теория мышечного сокращения основанная на гипотезе, что энергия распада АТФ передается по цепочкам водородных связей между полимерами актином и миозином, что и вызывает их перемещение. На этой основе (совместно с С. В. Беспаловой) удалось объяснить ряд характеристик мышечного сокращения (скорость, силы натяжения, закон Хилла и др.).
С целью изучения механизмов мутаций К. Б. Толпыго была разработана полуэмпирическая потенциальная функция справедливая для длин водородных связей, сильно отличающихся от равновесных. Получены протонные потенциалы, волновые функции и нижайшие уровни энергии для водородных связей в паре гуанин-цитозин, для протонов водородных связей, находящихся в основном и возбужденном состояниях, для разных длин водородных связей. Изучен характер колебаний атомов и атомных групп в спаренных основаниях ДНК находящихся в возбужденном состоянии. Построена теория безызлучательных возбуждений протонов водородных связей в ДНК и найдено время жизни возбужденной водородной связи. Была предсказана новая квазичастица — протонный экситон и исследованы её свойства. В дальнейшем эти результаты послужили основой для построения полимеразно-таутомерной модели мутагенеза под действием ультрафиолетового излучения.
Справедливо будет назвать К. Б. Толпыго одним из основателей школы теоретической физики в Киеве и Донецке. В 1966 году в Донецком физико-техническом институте Академии наук Украины им был создан отдел теоретической физики. А в Донецком государственном университете — кафедра теоретической физики, а также кафедра биофизики. Под его руководством защитили кандидатские диссертации 40 человек, и 12 из них стали докторами физико-математических наук.

## Из библиографии
Книги
- учебник «Термодинамика и статистическая физика», Киев. Из-во Киевского университета. 1966.-364 с.
- Неравновесные приповерхностные процессы в полупроводниках и полупроводниковых приборах / В. А. Зуев, А. В. Савченко, К. Б. Толпыго. М.: Советское радио. 1977.-256 с.

Избранные статьи
Им опубликовано около 500 научных работ в том числе:
- К. Б. Толпыго, ЖЭТФ — 1950, т.20, № 6, с. 497-509 (англ. перевод — www.ujp.bitp.kiev.ua/files/file/papers/53/special_issue/53SI21p.pdf). К. Б. Толпыго и Э. И. Рашба, ЖЭТФ — т.31, № 2, с. 273—277. K.B. Tolpygo, Sov. Phys.-Solid State — 1961, v. 3, p. 685. K. B. Tolpygo Phys. Stat. Sol. (b) — 1973. — v. 56. — p. 591—602. E. N. Korol and K. B. Tolpygo Phys. Stat. Sol. (b) — 1971. v. 45. — p. 71-83. H. A. Grebneva and K. B. Tolpygo Int. J. Quant Chem. — 1997.- v.62, № 1, p. 115—124.

О нём
О К. Б. Толпыго вышло несколько статей 
- Укр. физ. журн. 1991. Т.36, № 8, С. 1279—1280.  Физика и техника высоких давлений. 1996. Т.6, № 3, c. 7-10.
- Физика и техника высоких давлений. 2001. Т.11, № 4, c. 19-21.